# Anna Jaroszewska
Anna Krystyna Jaroszewska – polska inżynier, doktor habilitowany nauk rolniczych.

## Życiorys
W 2002 ukończyła studia na kierunku rolnictwo (agroturyzm) w Akademii Rolniczej w Szczecinie, w 2007 obroniła pracę doktorską, w 2018 otrzymała stopień doktora habilitowanego. Pracuje w Zachodniopomorskim Uniwersytecie Technologicznym w Szczecinie.